# 厙狄嶔
厙狄嶔（?—?），北周、隋朝官员。
先世辽东段部鲜卑，西晋幽州刺史段匹磾之后，祖先因避难改姓厙狄。父亲厙狄峙。兄长开府仪同三司、职方中大夫、蔡州刺史厙狄嶷，仪同大将军、乐陵县公厙狄徵，仪同大将军、保城县男厙狄徽。
厙狄嶔性情弘厚，有格局气度，官任齐右下大夫，从周武帝东伐北齐，入并州。军队战败，侍臣都被杀死。周武帝逃出，只有厙狄嶔侍从。于是因功授上仪同大将军，迁任开府，历任右宫伯，赐爵乐城县侯。隋朝时位至民部尚书。